# هيدوشي أكيتا
هيدوشي أكيتا (秋田 英義) مواليد 23 يوليو 1974 في كيوتو، هو لاعب كرة قدم ياباني. يلعب كمدافع.

## المسيرة الاحترافية

### أندية لعب لها
- ناغويا غرامبوس
- كاريا (نادي)
- إف سي غيفو

## روابط خارجية
- هيدوشي أكيتا على موقع رابطة كرة القدم اليابانية للمحترفين (اليابانية)
- هيدوشي أكيتا على موقع Soccerway.com (الإنجليزية)
- هيدوشي أكيتا على موقع عالم كرة القدم.نت (الإنجليزية)